# Eufroniusz z Autun
Eufroniusz z Autun (zm. po 471) – biskup Autun, święty Kościoła katolickiego.
Był przyjacielem św. Lupusa z Troyes (zm. 479).
Dokładna data śmierci nie jest znana. Wiadomo, że brał jeszcze udział w synodzie w Arles, który rozpoczął się w 475 roku.
Jego wspomnienie liturgiczne obchodzone jest 3 sierpnia.
Francuska nazwa miejscowości Saint-Euphrône (departament Côte-d’Or) pochodzi od imienia świętego.